# Tuili
Tuili è un comune italiano di 898 abitanti della provincia del Medio Campidano.
Il comune è situato ai piedi dell'altopiano della Giara, nella regione storica della Marmilla.

## Storia
L'area fu abitata fin dall'epoca nuragica, per la presenza sul territorio di alcuni nuraghi.
Successivamente fu un centro romano. Tramanda una leggenda che la stessa villa di Tuili sia stata fondata da una sorella di un pretore di Usellus, Tulliola, deceduta in Sardegna, da cui forse viene il nome. Ma i documenti più antichi, che ci rivelano la storia del paese e che si trovano nell'Archivio Vaticano, si riferiscono al periodo medievale.

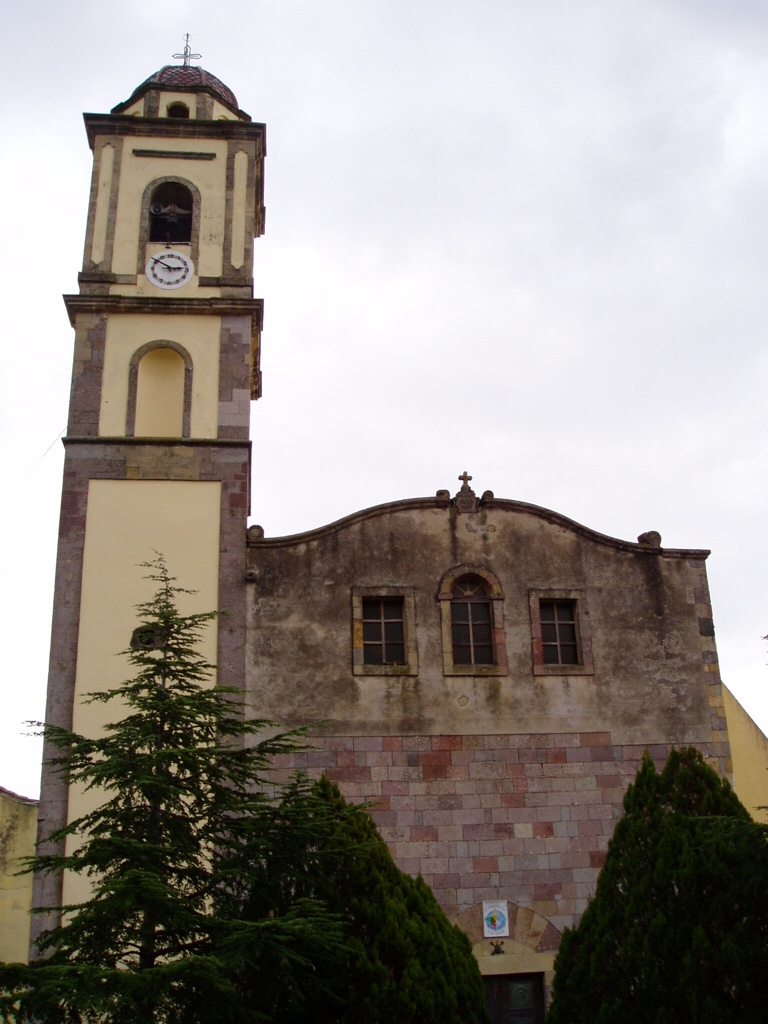
Chiesa di San Pietro

La villa, che aveva allora una notevole importanza per la sua posizione in un territorio fertilissimo, apparteneva al Giudicato di Arborea e dipendeva dalla curatoria di Marmilla, al confine col giudicato di Cagliari. Successivamente il territorio di Tuili passa sotto il dominio aragonese, e nel 1355 viene dato in feudo dal re d'Aragona Pietro IV il Cerimonioso a Matteo Doria. Rimase ai Doria fino al 1409, quando il re Martino il Giovane concesse il feudo a Gerardo De Doni. Dai De Doni la villa passò per vie matrimoniali agli Aragall (1450) e successivamente, nel 1481, ai Santa Cruz. Estinto il casato, nel 1659 la signoria venne acquistata dal mercante genovese Ambrogio Martin. Dai Martin passò poi ai Ripoll e poi ai Ripoll-Sanjust, marchesi di Neoneli, baroni di Teulada e conti di Tuili, ai quali la contea venne riscattata nel 1836 con la soppressione del sistema feudale, per cui divenne un comune amministrato da un sindaco e da un consiglio comunale.

### Simboli
Lo stemma e il gonfalone del comune di Tuili sono stati concessi con decreto del presidente della Repubblica del 21 ottobre 2004.
Il gonfalone è un drappo di giallo con la bordatura di verde.

## Monumenti e luoghi d'interesse

### Architetture religiose
- Chiesa di San Pietro, al suo interno si trova il retablo del Maestro di Castelsardo meglio noto come Retablo di Tuili

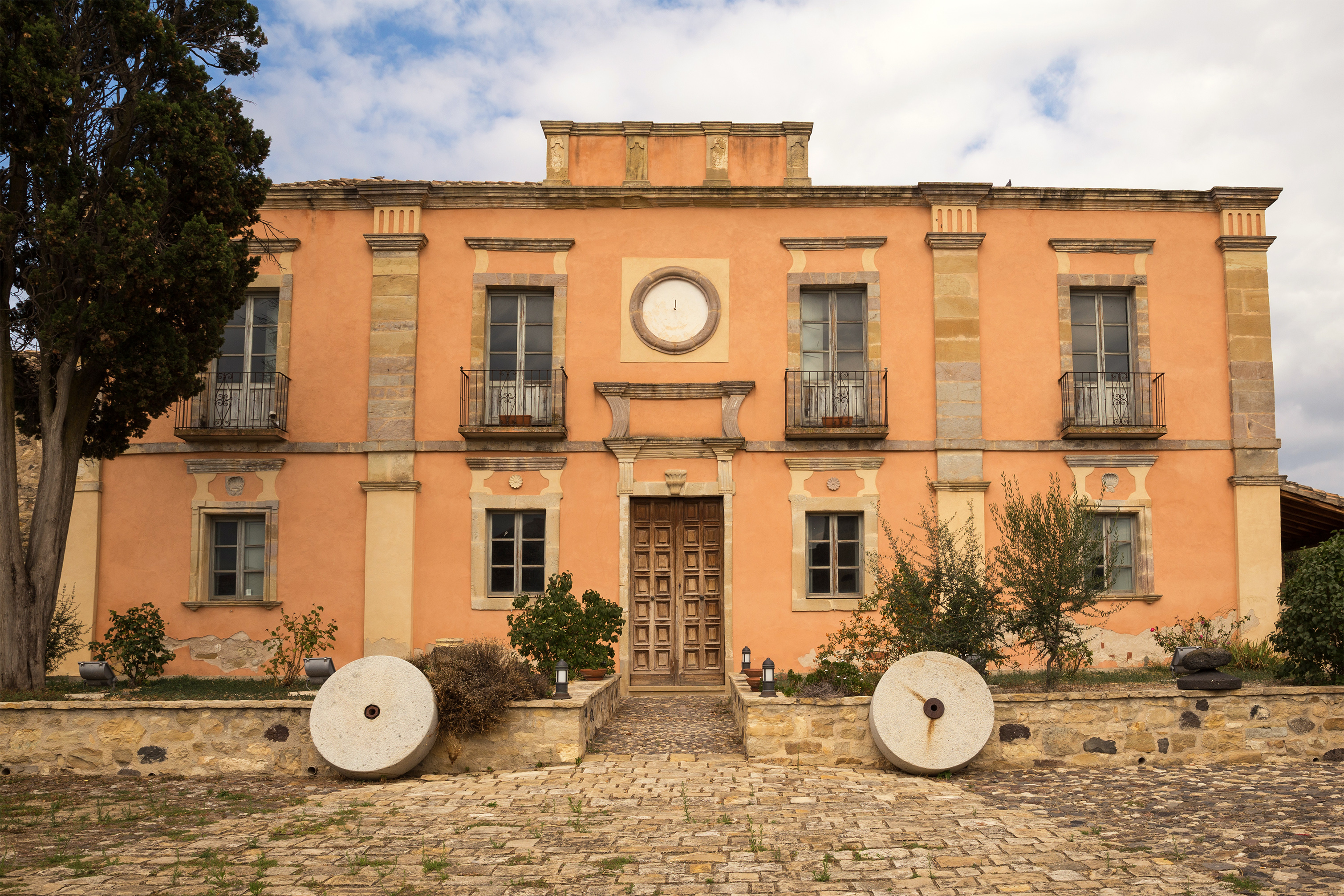
Villa Asquer

### Architetture civili
- Villa Pitzalis
- Villa Asquer

### Luoghi di interesse naturalistico
- Altopiano della Giara

### Parchi tematici
- Sardegna in miniatura

## Società

### Evoluzione demografica
Abitanti censiti

### Lingue e dialetti
La variante del sardo parlata a Tuili è il campidanese occidentale.

## Amministrazione
| Periodo         | Periodo         | Primo cittadino    | Partito                          | Carica  | Note |
| --------------- | --------------- | ------------------ | -------------------------------- | ------- | ---- |
| 31 maggio 2015  | 26 ottobre 2020 | Celestino Pitzalis | Lista civica "Impari po sa idda" | Sindaco |      |
| 26 ottobre 2020 | in carica       | Andrea Locci       | Lista civica "Futuro prossimo"   | Sindaco |      |